# Хилков, Андрей Васильевич
Князь Андрей Васильевич Хилков (ум. 1644) — русский военный и государственный деятель, воевода, наместник и боярин во времена правления Бориса Годунова, Смутное время и царствование Михаила Фёдоровича.
Из княжеского рода Хилковы. Старший сын воеводы князя Василия Дмитриевича Хилкова. Имел младшего брата князя Ивана Васильевича.

## Биография

### Служба Борису Годунову
В 1601-1605 годах первый воевода в Ельце.

### Служба в Смутное время
Во время гражданской войны в Русском государстве князь Андрей Васильевич Хилков сражался на стороне царя Василия Ивановича Шуйского против отрядов болотниковцев. В 1607 году князь А. В. Хилков, находясь на воеводстве в Венёве, в чине первого воеводы, где был разбит Иваном Болотниковым в битве под Венёвом, но вскоре с помощью царских полков из Поволжья нанёс поражение болотниковцам в битве под Серебряными Прудами. Вскоре Хилков был разбит в битве под Дедиловом восставшими под командованием князя Телятевского.

### Служба Михаилу Фёдоровичу
В 1614 году воевода в Шацке. В 1615-1616 годах воевода в Торопце.
В 1617-1621 годах первый воевода на Двине. В 1622-1624 годах первый воевода в Пскове. В сентябре 1624 года на бракосочетании царя Михаила Фёдоровича с княжной Марией Владимировной Долгоруковой был первым в мыльне (бане). В этом же году назначен царём Михаилом Фёдоровичем первым судьей в Судном патриаршем приказе и пожалован в бояре. Вскоре стал любимцем царя, который при отъезде оставлял его «ведать Москву», приглашался к государеву и патриаршему столу. В феврале 1626 года на втором бракосочетании царя Михаила Фёдоровича с Евдокией Лукьяновной Стрешневой ходил вторым перед Государём. Ежегодно с 1627 года и до своей смерти неоднократно приглашался на обед к Государю и Патриарху московскому. В марте 1628 года, вместе с сыном князем Фёдором Андреевичем приобрёл вотчину в Московском уезде.
В 1631 году князь Андрей Васильевич Хилков вел переговоры с датским послом, в следующем 1632 году — с голштинскими послами и в июле за успешное окончание их был возведён в звание наместника черниговского, а в августе определён первым судьей на Патриаршем дворе у «духовных дел». В феврале 1633 года оставлен вторым ведать Москву на время государево богомольного похода в Троице-Сергиев монастырь. В феврале 1634 года стоял у сказывания боярства князю Голицыну, а в июле — князю Львову. В марте 1635 года в Грановитой палате вторым держал крест над царской головой и подносил его целовать Государю при польских послах в знак мирного договора с Речью Посполитой, сидел за столом с Государем на обеде данном в честь этих послов в Грановитой палате. В апреле и июле этого же года оставлен в Москве для её охраны на время государева богомольного похода в Новодевичий монастырь, а в августе на время царского похода в село Покровское.
В 1636 году князь А. В. Хилков был назначен первым судьей в Ямском приказе и стал наместником рязанским. В сентябре и декабре этом же года оставлен для охраны столицы на время царского похода в Троице-Сергиев монастырь и село Суково. В июле 1637 года назван рязанским наместником и был вторым в ответе с польскими послами, после чего оставлен в Москве для её охраны на время царского похода в Новодевичий монастырь, в сентябре и ноябре оставался на время государевых походов в Троице-Сергиев и Николо-Угрешский монастыри.
В 1638 году руководил строительством земляного вала за Москвой-рекой от Яузского устья до Чертольской башни. В этом же году стоял у сказывания боярства князю Голицыну. В августе этого же года был первым в ответе с крымскими послами.
В 1640 — 1641 годах князь Андрей Васильевич Хилков был назначен первым воеводой в Великий Новгород.
В 1642 году местничал с Иваном Петровичем Шереметьевым, дело было интересно тем, что они местничали, как приказные судьи, где играл статус между Московским и Владимирским приказом, куда был назначен Шереметьев. Князь А. В. Хилков у «сказки бил челом», что он «стар и маломожен и за старостью и немочью ему в Московском судном приказе быть не мочно. И Государь бы его пожаловал, для его старости и немочи у своего государева дела быть не велел». Ему сразу было отказано, поскольку причина «старость и немочь» выглядела слишком неубедительно. Тогда 27 января 1643 года князь Андрей Васильевич подал письменную челобитную, где впрямую заявил о своих местнических претензиях, на что местник подал встречную челобитную о бесчестье. Царь Михаил Фёдорович выслушав обе челобитные указал князю Хилкову: «быть у своего государева дела по прежнему….указу. А то боярину князю Андрею Васильевичу Хилкову велел имянно сказать, что он на боярина И. П. Шереметьева бил челом не по делу и тем своим челобитьем боярина И. П. Шереметьева обесчестил, а с бояриным …. Шереметьевым ему…. по своему отечеству мочно всегда бессловно. А боярина….Шереметьева пожаловал государь, и велел на боярина Хилкова дать оборон, послав его в тюрьму». Думный дьяк Разрядного приказа И. Гавренёв зачитал царское указание Хилкову и отправил его в тюрьму.
В 1643 году, после всех местнических проволочек, стал первым судьей в Судно-Московском приказе: «а князь Хилков в Московском судном приказе делал дела безо всякого прекословия». В декабре 1643 года упомянут на обеде у Государя.
Умер в 1644 году.

## Семья
От брака с неизвестной имел детей:
- Князь Хилков Фёдор Андреевич (ум. 1657) — окольничий.
- Княжна № Хилкова — жена князя Алексеем Андреевичем Голицыным, указана в поколенной росписи поданной в Палату родословных дел.

## Критика
П. Н. Петров в «Истории родов русского дворянства» показывает князя Андрея Васильевича сыном — князя Василия Андреевича, приписывая ещё одного брата — князя Фёдора Васильевича, что и указано в Российской родословной книге П. В. Долгорукова. П. Н. Петров указывает дату смерти князя Андрея Васильевича — 1657 год, что вероятно относится к его сыну князю Фёдору Андреевичу (ум. 1657).
В поколенной росписи поданной в 1682 году в Палату родословных дел князь Андрей Васильевич Хилков показан сыном князя Василия Дмитриевича, имевшего ещё одного брата боярина и князя Ивана Васильевича, что подтверждает и М. Г. Спиридов.